# Cineta
Cineta (em latim: Cynaetha; em grego clássico: Κύναιθα; romaniz.: Kýnaitha) foi uma cidade-Estado da antiga Arcádia, situada próximo da moderna Calávrita. Situada na porção mais setentrional da Arcádia, beirou os territórios de Clítor e Feneo e esteve a 40 estádios (6 quilômetros) de Lusos.
Foi destruída pelos etólios na Guerra Social de 220–217 a.C., mas foi reconstruída depois. Quando Pausânias visitou-a, ela possuía um santuário de Dionísio e uma estátua do imperador Adriano (r. 117–138). Os cineteanos deram a Olímpia a estátua de Zeus que segurava um trovão em sua mão. Próximo a Cineta havia uma fonte chamada Alisso (em grego clássico: Άλυσσος), que era utilizada para curar de hidrofobia.